# إيرين كزافييه
إيرين كزافييه هي ناشطة حقوق الإنسان ماليزية، ولدت في 17 ديسمبر 1951.